# Питос
Питос (на старогръцки: πίθος, мн. ч. πίθοι) е голям древногръцки керамичен съд (може да е с размерите на човек и повече) за съхранение на продукти – зърно, вино, масло, мед, солена риба и др.
Получава разпространение по цялата територия на Средиземноморието и особено в културния ареал на Егейско море, включително остров Крит. Производството на питоси изисквало особени грънчарски умения.
Латинското им наименование е долиум. Дъното им е кръгло или плоско, а по-късно остро. Заравяни са в земята и са покривани с каменни или глинени капаци.
Питосите са се използвали още в погребалните обреди. Върху съдовете задължително са поставяни печати. Според легендите Диоген е живял в питос.